# Callochiton mortenseni
Callochiton mortenseni är en blötdjursart som beskrevs av Nils Hjalmar Odhner 1924. Callochiton mortenseni ingår i släktet Callochiton och familjen Ischnochitonidae. Inga underarter finns listade i Catalogue of Life.